# Quatrième Reich

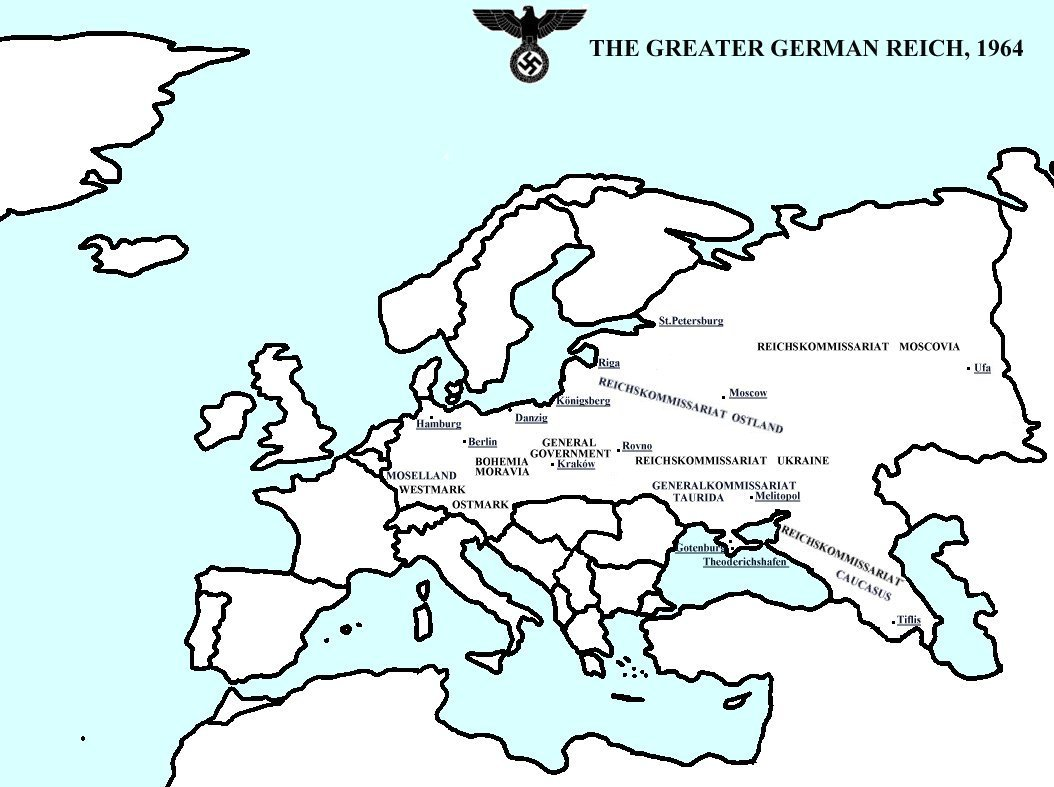
Carte de l’europe sous domination allemande dans Fatherland, roman uchronique de Robert Harris.

Le Quatrième Reich (en allemand : Viertes Reich) est un futur Reich allemand hypothétique qui succéderait au Troisième Reich (1933-1945).

## Origine
Le terme « Troisième Reich » a été inventé par Arthur Moeller van den Bruck dans son livre de 1923, Das Dritte Reich. Il définit le Saint-Empire romain germanique (962-1806) comme le « Premier Reich » et l'Empire allemand (1871-1918) le « Deuxième Reich », tandis que le « Troisième Reich » est un État idéal comprenant tous les peuples allemands, y compris l'Autriche. Dans le contexte moderne, le terme fait référence à l'Allemagne nazie. Les nazis l'utilisèrent pour légitimer leur régime en tant qu'État successeur des premier et deuxième reichs renommés de manière rétroactive.
L'expression « quatrième Reich » a été utilisée de différentes manières. Les néo-nazis l'ont utilisé pour décrire le renouveau envisagé d'un État ethniquement pur, principalement en ce qui concerne l'Allemagne nazie. D'autres ont utilisé le terme de façon péjorative, tels que des théoriciens du complot comme Max Spiers, Peter Levenda et Jim Marrs, qui en ont fait usage pour désigner ce qu'ils perçoivent comme une continuation cachée des idéaux nazis.

## Néonazisme
Les néo-nazis envisagent le IVe Reich comme mettant en scène la suprématie aryenne, l'antisémitisme, le Lebensraum, le militarisme agressif et le totalitarisme. À la création du quatrième Reich, les néo-nazis allemands proposent à l'Allemagne de se doter d'armes nucléaires et de recréer les frontières de l'Allemagne d'à partir de 1937.
D'après des brochures publiées par David Myatt au début des années 1990, de nombreux néo-nazis en sont venus à croire que la montée du Quatrième Reich en Allemagne ouvrirait la voie à l'établissement de l'Imperium occidental, un empire mondial aryen englobant toutes les terres peuplées de peuples à prédominance européenne (c'est-à-dire l'Europe, la Russie européenne, le monde anglo-saxon et l'Afrique du Sud blanche). Cela laisse apparaître une différence considérable avec le Troisième Reich, qui lui voulait un Empire peuplé uniquement de Germaniques nordiques et excluait toutes les autres ethnies.

## Dans les arts et la culture populaire
L'idée d'un Quatrième Reich connait un fort engouement dans divers médias.

### Filmographie

#### Cinéma
- 1978 : Ces garçons qui venaient du Brésil de Franklin J. Schaffner, Josef Mengele cherche à créer des clones d'Hitler pour fonder un nouveau Reich.
- 1985 : Le Pacte Holcroft de John Frankenheimer, d'anciens nazis cherchent un trésor pour fonder un nouveau Reich.
- 2009 : OSS 117 : Rio ne répond plus de Michel Hazanavicius, Von Zimmel souhaite fonder non pas un Quatrième mais un Cinquième Reich.
- 2012 : Iron Sky de Timo Vuorensola, des nazis se sont échappés vers la Lune en 1945 pour y fonder leur Quatrième Reich, mais entendent bien étendre les frontières de ce dernier à la Terre entière, construisant une flotte de vaisseaux spatiaux de combat.

### Télévision

#### Série
- 2020 : Hunters de David Weil, d'anciens nazis échappés en Amérique du Sud, prévoient d’établir un Quatrième Reich.